# The Interplanetery Mission
The Interplanetery Mission – drugi album studyjny holenderskiego projektu muzycznego Proxyon, wydany w 1992. Zawartość płyty stanowią wszystkie utwory, opublikowane na pierwszej płycie Proxyon oraz trzy premierowe kompozycje Michiela van der Kuya.

## Spis utworów
1. "Space Force" (Michiel van der Kuy) - 5:54
2. "Mission Alpha" (Michiel van der Kuy) - 4:41
3. "Space Guards" (Michiel van Eijk) - 6:45
4. "Space Travellers" (Michiel van Eijk) - 5:20
5. "Space Hopper" (Rob van Eijk) - 6:18
6. "Space Fly (Didier Marouani (jako Ecama)) - 6:40
7. "Space Warriors (Rob van Eijk) - 5:05
8. "Space Hopper /space dub/ (Rob van Eijk) - 7:19
9. "Beyond the Future" (Michiel van der Kuy) - 4:56

## Instrumentarium
- Roland JX-10
- Roland Juno-60
- Roland Juno-106
- Roland MSQ-100
- Roland TR-808
- Yamaha FB-01
- Yamaha REV 500
- Akai MPC 60
- Korg DVP-1 Digital Voice Processor
- Korg M1
- Korg Polysix
- Korg Monotron Delay
- LinnDrum LM2
- Oberheim OB-Xa
- E-mu Emax
- Ensoniq ESQ-1

## Single
Na singlach i maxi singlach opublikowano utwór Space Force w dwóch wersjach.